# Slöjbläcksvamp
Slöjbläcksvamp (Coprinus cortinatus) är en svampart som beskrevs av J.E. Lange 1915. Slöjbläcksvamp ingår i släktet Coprinus och familjen Agaricaceae.  Arten är reproducerande i Sverige. Inga underarter finns listade i Catalogue of Life.